# Rovdyr
Rovdyr (que significa depredador en noruec) és una pel·lícula noruega dels gèneres de terror del director Patrik Syversen estrenada a 2008.

## Argument
Quatre amics, Camilla, Roger, Mia i Jørgen, van passar l'estiu de 1974 viatjant en la seva furgoneta pel bosc. Decideixen descansar en una parada, on realitzen escàndol i se n'han d'anar. En el camí recullen a una dona que els adverteix que no segueixin més enllà per la carretera, però ells no li fan cas. D'un moment a l'altre els nois es troben al cor del bosc, on hi ha caçadors que van buscant-los per matar-los, dels quals han de fugir.

## Repartiment
- Enriette Bruusgaard (Camilla)
- Jorn Gee (Roger)
- Nini Robsahm (Mia)
- Kristofer Hivju (Jørgen)